# Bedrooms (película de 1984)
Bedrooms es una película estadounidense del género comedia de 1984, dirigida por Joseph Bologna y Renée Taylor, que a su vez la escribieron, a cargo de la musicalización estuvo Ray Ellis y el elenco está compuesto por Joseph Bologna, Jane Curtin, Rudy De Luca y Demi Moore, entre otros. Este largometraje se estrenó el 14 de febrero de 1984.

## Sinopsis
Trata acerca del amor y las parejas casadas, se pueden ver cuatro historias breves de comedia para mayores de edad.